# 新市區 (台灣)
23°04′46″N 120°17′43″E / 23.0793366°N 120.2953768°E
新市區，舊稱「新港」，前身「新市鄉」，位於臺灣臺南市西南部，臺南市區的東北方:60。全境無山嶺丘陵，地形平坦，為嘉南平原的一部分。面積約為47.8096平方公里，人口約有3.8萬人。
新市區早期為隸屬平埔族的西拉雅族新港社人的活動場域，在荷治時期曾協助荷蘭人建築臨時城塞與赤崁樓，後有傳教士至當地佈教，透過荷蘭人學以羅馬拼音書寫原住民語，是臺灣最早與荷蘭人展開互動的族群之一。由於位居鹽水溪以北，曾為府城與嘉義間的商旅，渡河後的休憩地，逐漸形成市街。現則擁有多條南北向主要交通線，交通便利，有數個工業區域分布，在1990年代末期後隨南部科學園區的設立，也逐漸帶動新市區的發展，促使新市區由原本以農業為主的傳統農村，變為新興科技重鎮:122。

## 歷史
新市區早年係平埔原住民族西拉雅族四大社之一新港社的所在地，新港社亦為臺灣自荷蘭統治時期以來最早接受西方文明之處，西元1636年5月26日，荷蘭人於此設置具學校功能的教堂，並以羅馬拼音紀錄西拉雅族語言，留下重要的新港文書。明鄭時期，成為近山地區往來臺南府城的必經之地，因商旅行腳歇息之所需，逐漸形成新興市集，故有「新市仔」之稱。近年來由於南科開發過程發掘大量考古遺址，以及社會對原住民族的普遍理解，讓新市的歷史發展定位從漢人移墾、西拉雅原住族群生活場域，向上提升至史前時代。
1661年4月，鄭成功率軍入臺。1662年擊退荷蘭人，臺灣進入明鄭時期。鄭氏治臺後，改臺灣為東都，設一府二縣，即承天府與萬年、天興兩縣，兩縣以新港溪（今鹽水溪）為界，新市隸屬天興縣。1664年8月，鄭經改東都為東寧，天興、萬年為州:292。
清領時期在此設置「新港庄」；日治時期1901年5月15日設「新市街驛」（今臺鐵新市車站），1920年臺灣地方改制時設置「新市庄」，歸臺南州新化郡管轄。新市庄分為新市、新和、番子寮、社內、橋頭、三舍、道爺、看西、大洲、大營、港子墘等11個大字:707。
戰後改設臺南縣新市鄉。1946年7月，行政區域重劃，將原屬山上鄉的大社、潭頂兩村納入新市鄉鄉域:708。2010年12月25日，配合臺南縣市合併改制為直轄市臺南市，新市鄉改制為「新市區」。

## 地理

### 地形
新市區位於臺南市中南部，舊臺南市的東北方，東與山上區、新化區為鄰，南以崩溝坑溪（鹽水溪支流許縣溪之分流）與永康區相隔，西與安南區、安定區相接，北臨善化區:60。全區屬嘉南平原地形區，地勢平坦，地勢由潭頂分別往東北的曾文溪河床以及西北的看西農場周邊地區降低，地勢最高為潭頂聚落東緣的26公尺，最低為西北部看西農場周邊地區的2公尺:64。地質上均屬全新世沖積層:70。

### 氣候
新市區的氣候為夏季酷熱多雨且較長，冬季則為乾寒且不甚明顯。根據1886年至1999年的氣象觀測資料顯示，新市區年均溫約為攝氏22.7度，月平均溫最高為7月的攝氏27.3度，最低為1月的攝氏16.6度。年平均降雨量約為1,651毫米，最高為8月的418毫米，最低為11月的11毫米:76。

### 人口
根據臺南市永康戶政事務所統計，2024年底新市區戶數約1.5萬戶，人口約3.8萬人，區內人口最多與最少的里分別是新和里與大洲里，2024年底兩里人口分別為7,923人與858人。

## 政治

### 歷任首長
鄉長時期
| 任次 | 姓名   | 備註     |
| ---- | ------ | -------- |
| 1    | 楊德勝 |          |
| 2    | 楊德勝 |          |
| 3    | 王連春 |          |
| 4    | 王連春 |          |
| 5    | 徐海木 |          |
| 6    | 徐海木 |          |
| 7    | 鄭仁德 | 任內病逝 |
| 代理 | 鄭海蟬 |          |
| 代理 | 吳振緣 |          |
| 8    | 鄭仁義 |          |
| 9    | 鄭仁義 |          |
| 10   | 李朝塘 |          |
| 11   | 李朝塘 | 任內辭職 |
| 代理 | 陳英松 |          |
| 代理 | 張勝雄 |          |
| 12   | 林慶鎮 |          |
| 13   | 林慶鎮 |          |
| 14   | 鄭枝南 |          |

區長時期
| 任次 | 姓名   | 備註 |
| ---- | ------ | ---- |
| 1    | 鄭枝南 |      |
| 2    | 邱保華 |      |
| 3    | 譚乃澄 |      |
| 4    | 張榮哲 | 現任 |

### 區政組織

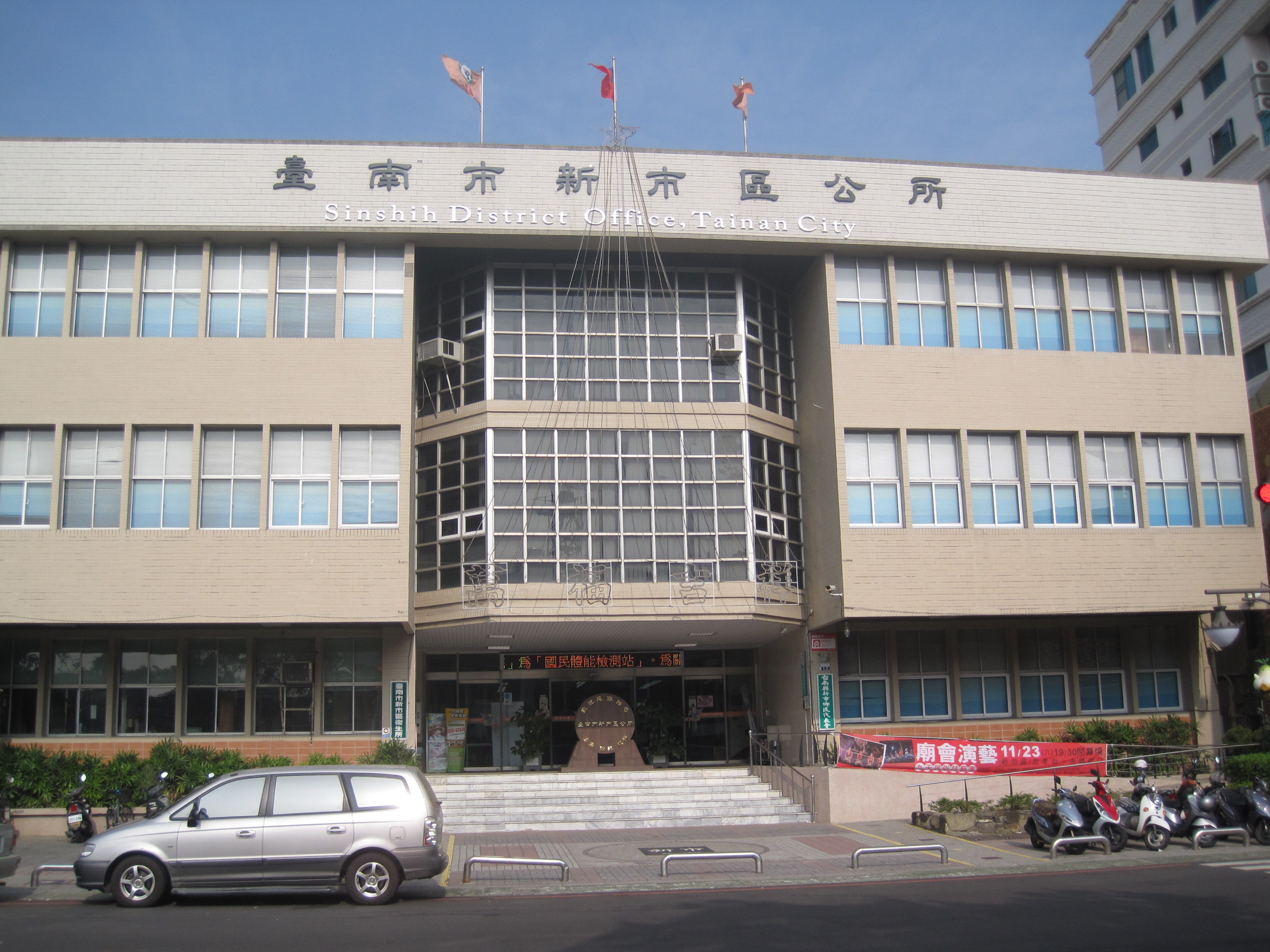
新市區公所

新市區公所是臺南市政府在新市區的派出機關，在中華民國政府架構中為市政府綜理區政的執行機關，上級業務監督機關為臺南市政府。区长由市長任命，其任期為無任期保障。在區長及主任秘書之下，設有4課3室等7個內部單位。

### 行政區
現今新市區行政範圍的確立，來自於1946年7月，調整行政區域，將原屬山上庄的潭頂及大社兩大字納入新市鄉鄉域:617。1950年，裁撤區署，新市鄉改直隸於臺南縣。2010年12月25日，臺南縣市合併改制為直轄市，新市鄉改制為市轄區「新市區」，隸屬臺南市。
新市區共轄11里174鄰，其行政區域分布情形為：
| 新市區行政區劃 |        |      |        |      |        |
|                |        |      |        |      |        |
| 編號           | 里名   | 編號 | 里名   | 編號 | 里名   |
| 1              | 新市里 | 2    | 新和里 | 3    | 永就   |
| 4              | 社內里 | 5    | 大洲里 | 6    | 豐華里 |
| 7              | 三舍里 | 8    | 大營里 | 9    | 港墘里 |
| 10             | 大社   | 11   | 潭頂里 |      |        |

## 經濟

### 城鄉發展

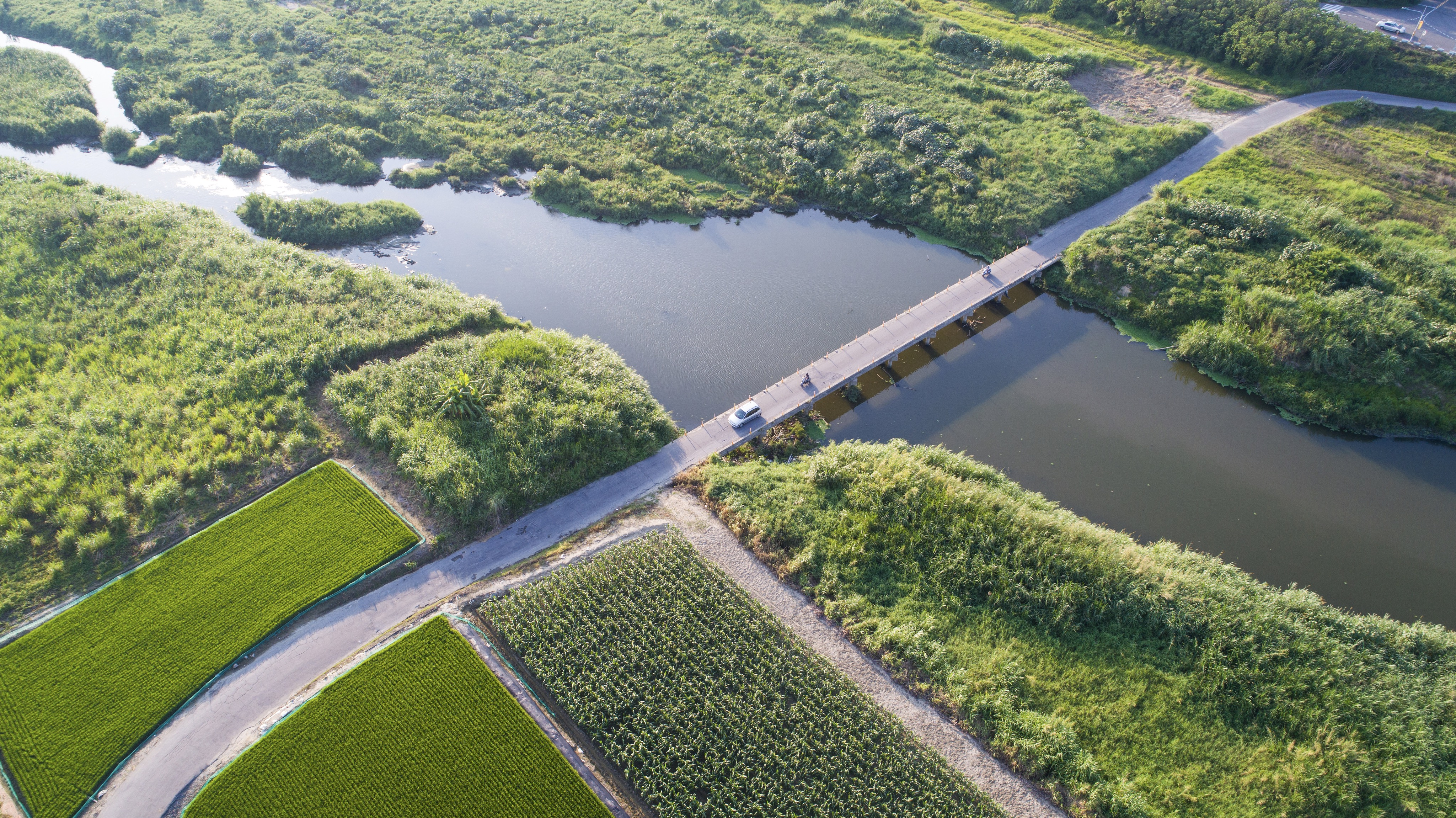
新市區外圍河堤道路便橋(連接永康區)

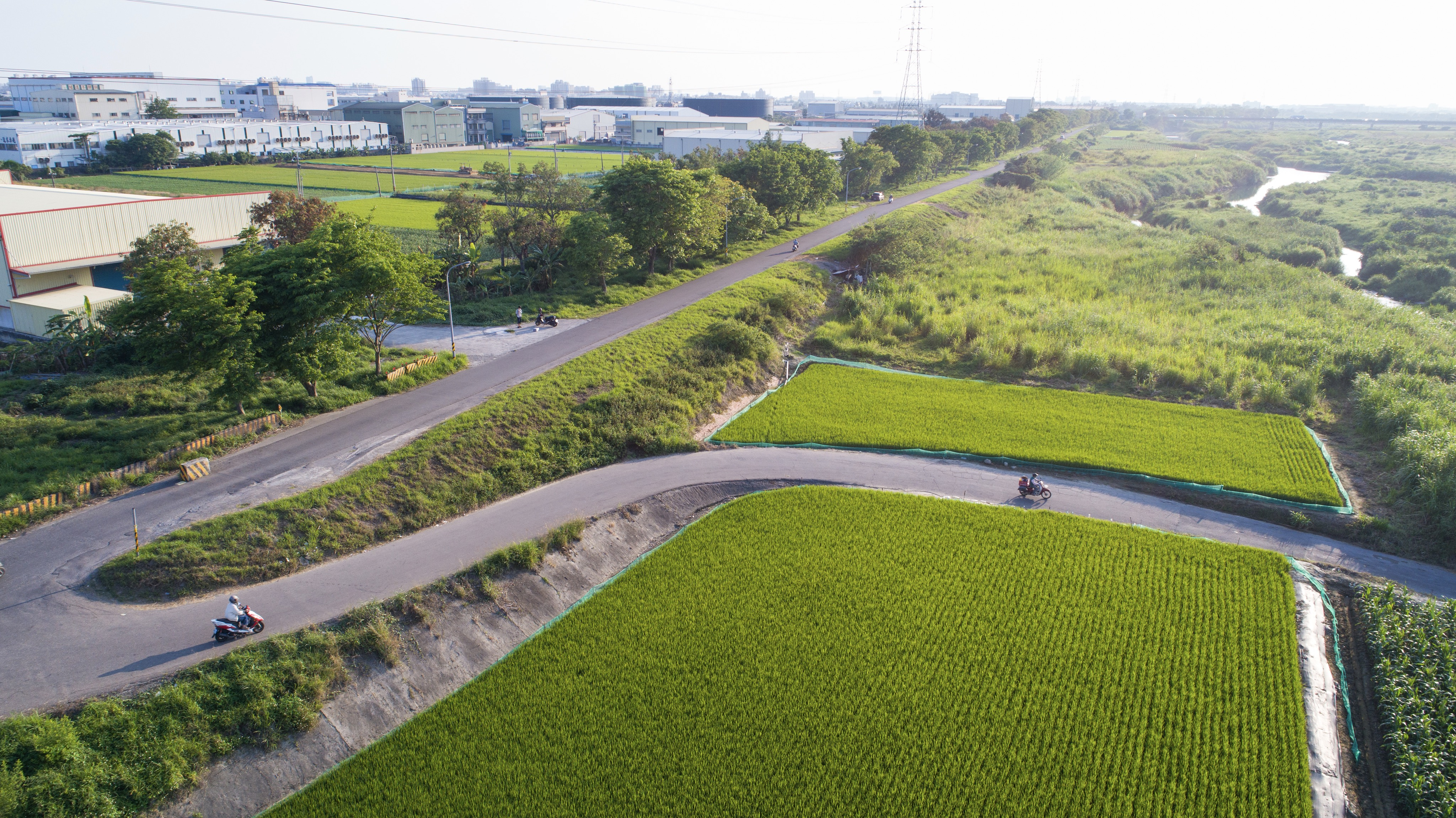
新市區外圍河堤道路便橋連接永康區(圖為永康工業區一角)

新市區往昔一直是一個農業城鎮，到民國60年代初，隨著臺灣經濟發展的腳步，不少知名的紡織、食品廠等傳統產業設立於該區，如台南紡織、宜進實業(原東和紡織用地)、東洋紡織、明大紡織、東雲紡織、得力紡織、佳和紡織、可口公司（可口奶滋）、統一公司新市廠（蜜豆奶、統一布丁、博客火腿等）、好帝一（牛頭牌沙茶醬），乃至近年來的比菲多（比菲多、卡打車、純粹喝）、台灣百事（樂事洋芋片、波卡洋芋片）、皇家可口（杜老爺冰淇淋）等均屬新市區境內之知名廠商。民國70年代後期，傳統工業逐漸沒落，高科技產品成為臺灣經濟主流，1995年臺南科學工業園區（後改為南部科學工業園區）成立，大幅改善南科週邊環境品質，解決長年的水患問題，並改善了鄉公所的財政窘況。
新市區自民國65年起依據都市計畫法發佈實施「新市都市計畫」，目前已經完成第三次通盤檢討作業，由於該區可發展用地嚴重欠缺，不利於人口進駐成長，該次通盤檢討重點係集中於新市火車站北側車站特定區之發展(惟後續因多數地主反對而未成案)，並檢討擴大都市計畫區內之可發展用地。另外第二次通盤檢討通過之「新和、社內36.7公頃區段徵收」開發案，目前已由臺南市政府開發完畢，建商已陸續推出多處建案，一棟棟嶄新的高樓、社區住宅開始拔地而起。該區段徵收案除已建置道路、停車場等基本公共設施外，並預留1000坪之機關用地，規劃作為區公所等公務機關之預定用地(惟後來未依原本計畫執行而用來興建現今之三里活動中心)。然而隨著建案逐漸開發，人口不斷進住，在原本較為狹窄之道路規劃狀況下，停車問題逐漸浮現。至於原明大紡織（工五）工業用地變更案，更已開發完成，除公園、道路等公共設施外，所有用地均已建成住宅，該區建築物規劃設計時因均將空地比留設於屋前，形成連續之人行空間，街道環境視覺觀瞻較其他區域為開闊清朗。另外台1線省道旁之原第一公墓前於鄉公所時代即完成遷移整地，縣市合併後並開闢為新市生態休閒公園，設有環園步道、教育生態池、白蓮霧生態保育區、標準籃球場與兒童遊樂場及停車場等，除提供民眾活動空間，對於整體環境景觀與觀感亦有十分正面的改變。新市未來之發展盛況可期，對於新市地區居住環境品質亦有相當正面的影響。近兩年來新市地區房地產市場，隨著整個臺南市因臺南科學園區「護國神山」台積電18廠等廠商陸續進駐，預期帶來大量高收入就業人口，以致交易熱絡，房價水漲船高，未來發展值得密切觀察。
近年來由於南科帶來大量的就業人口，使得新市發展相當快速，市區約以仁愛街、中興街、華興街所包圍的區塊為核心區域，一路延伸至火車站，而中正路、光華街、復興路、中山路等街道因市區擴張亦有相當的繁榮度，值得一提的是，新市區內的連鎖超商密度為全國第一，平均1,004人就擁有一間超商，其他連鎖商店業者，如星巴克、必勝客、麥當勞、寶雅生活館、全聯福利中心、爭鮮迴轉壽司、路易莎咖啡、丹丹漢堡、屈臣氏、康是美、家樂福超市、健身工廠等在該區設有連鎖分店。新市區產業人口結構以勞工階層為主，因此商業型態也據以發展，例如主要街區茶飲店家分布密集，連鎖茶飲品牌常常在此開設原台南縣域第一間分店，獨立品牌也四處可見，另外供應日常三餐之小吃店亦為店家另一主角。
不過新市老街區（包括中興街、華興街及仁愛街沿線一帶）之發展仍亟待整體規劃改善。尤其中興街沿路，均係於1964年白河地震後所興建，大部分建築物屋齡迄今已近50年，除少數經過改建外，絕大多數屋況不佳，其他鄰近街道整體環境品質及街道景觀亦不甚良好，且街道狹窄，卻又是新市主要商業行為集中之所在，每日上下班及中午用餐尖峰時間，車流量大，加上因為無處停車導致違規停車屢見不鮮，更使交通品質雪上加霜，如何解決該等問題以提供新市區民更好之居住、交通、停車乃至文化、休閒、景觀等生活環境品質，是值得臺南市政府持續關注的議題。

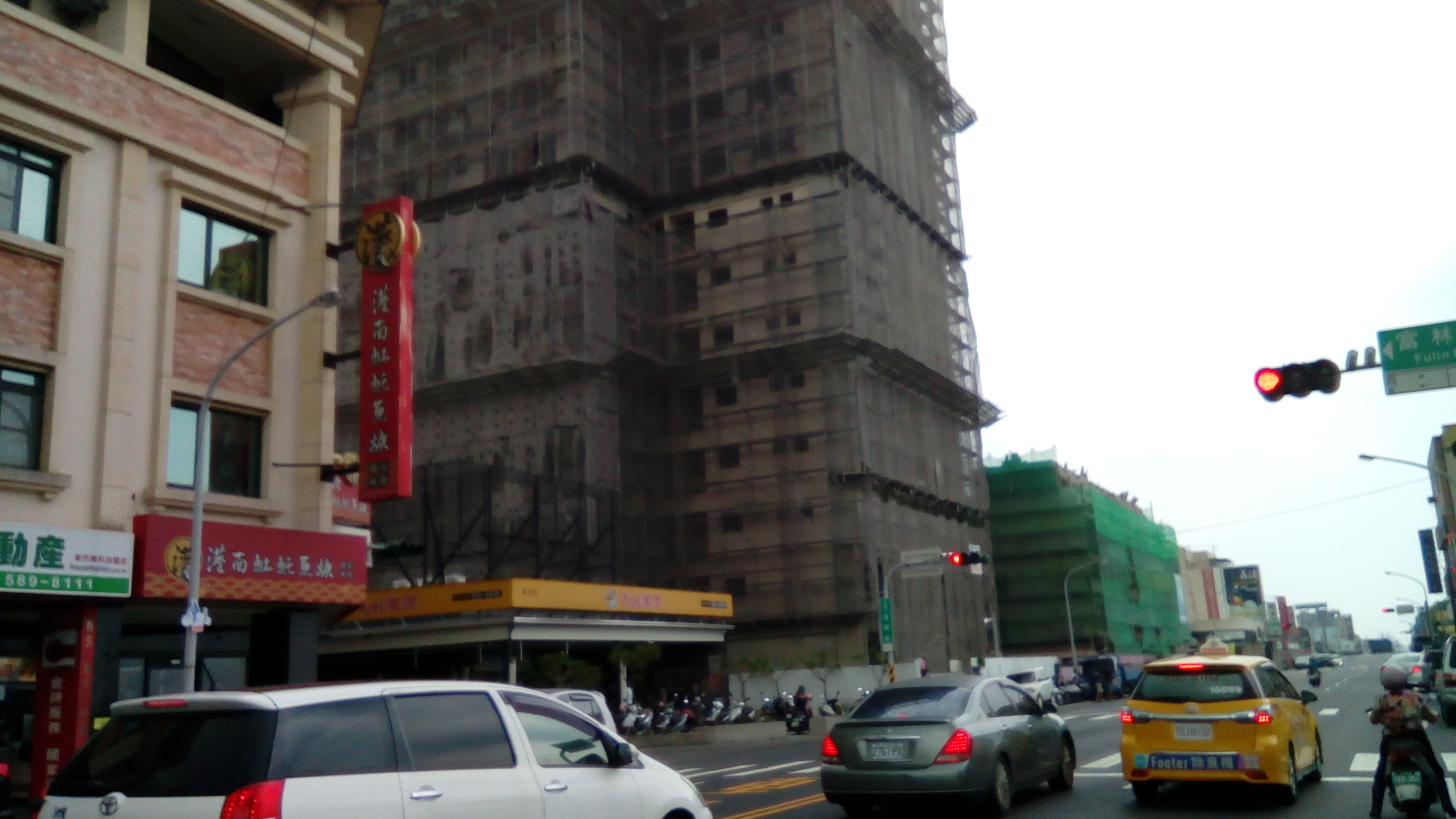
因南科帶動而逐漸發展的新市區

### 農業特產
- 白蓮霧
  - 白蓮霧色白翠綠，滋味甘甜，風味絕佳，往昔為臺灣最有特色的水果之一。新市區或因土質、水質特別適合的關係，所產白蓮霧品質最佳，因此「新市蓮霧」係當時高品質白蓮霧的不二代稱，名聞遐邇，行銷全臺。後來一方面因為都市發展之所需，建設開發的過程紛紛將老樹砍除，一方面由於蟲害（應係俗稱蜂蟲、蜂仔的東方果實蠅）的關係，使產量銳減、品質驟降，市面上完全為屏東地區所產黑珍珠等紅蓮霧所取代，早已看不到白蓮霧果實的蹤跡；對於許多中年以上的朋友而言，白蓮霧那酸、甜、香、澀、脆的滋味，變成了塵封三、四十年的陳年往事。新市區公所近年來結合一群對白蓮霧的存續懷抱著強烈使命感的朋友，積極復育在臺灣即將消失的白蓮霧。目前尚存老樹88棵，推廣復育的植栽面積約4公頃，並每年定期於白蓮霧產期（約5至7月間）舉辦白蓮霧節活動，期待重現新市白蓮霧風華。
- 毛豆
  - 新市原為前臺南縣主要毛豆產區，平均年種植面積曾達800公頃以上。毛豆含有豐富養分，料理後風味佳，廣受消費者歡迎。目前新市區農會所產銷之毛豆選用優良品種，契作農田生產管理皆有履歷紀錄，清晨採收4小時內加工完成。主要產品有毛豆莢、毛豆香鬆、毛豆麵及毛豆冰淇淋。為推廣新市毛豆品牌形象，新市區農會自2009年起每年毛豆節活動迄今。
- 無籽西瓜
  - 民國六、七十年代，新市為臺灣無籽西瓜最主要的產地之一，主要栽植在大社及大營里一帶，收成後分銷外縣市，乃至外銷至香港。無籽西瓜耐搬運、耐貯藏，肉質脆爽、甜度高，產期在初夏和盛夏之際，惟目前盛況已不再。
- 鳳梨
- 稻米
- 高麗菜

### 產業園區
- 新市工業區：位於新市都市計畫範圍內之傳統工業區，鄰接省道1號線，總面積約24.51公頃，由邱永漢國際興業公司開發（民國65年完成），因此原稱為「邱永漢工業區」，主要引進產業有紡織、塑膠製品、電力設備等。
- 南部科學工業園區：南科臺南園區，目前為台灣科學園區產值最高的園區
- 樹谷園區 http://www.treevalley.org/ （页面存档备份，存于） ：民國93年5月由台南市政府委託聯奇開發股份有限公司開發，緊鄰南科台南園區。
  - 群創光電
  - 奇景光電
  - 奇美精密科技
  - 旭硝子
  - 奇美物流
  - 啟耀光電
  - 奇美材料
  - 統一集團新市物流園區

### 金融證券機構
- 臺灣土地銀行 新市分行
- 華南銀行 新市分行
- 京城銀行 新市分行
- 中華郵政 新市郵局
- 中華郵政 大營郵局
- 臺灣銀行 南科分行
- 第一銀行 南科分行
- 兆豐銀行 南科分行
- 國票綜合證券 南科分公司

## 文化

### 文化機構
- 新市區圖書館

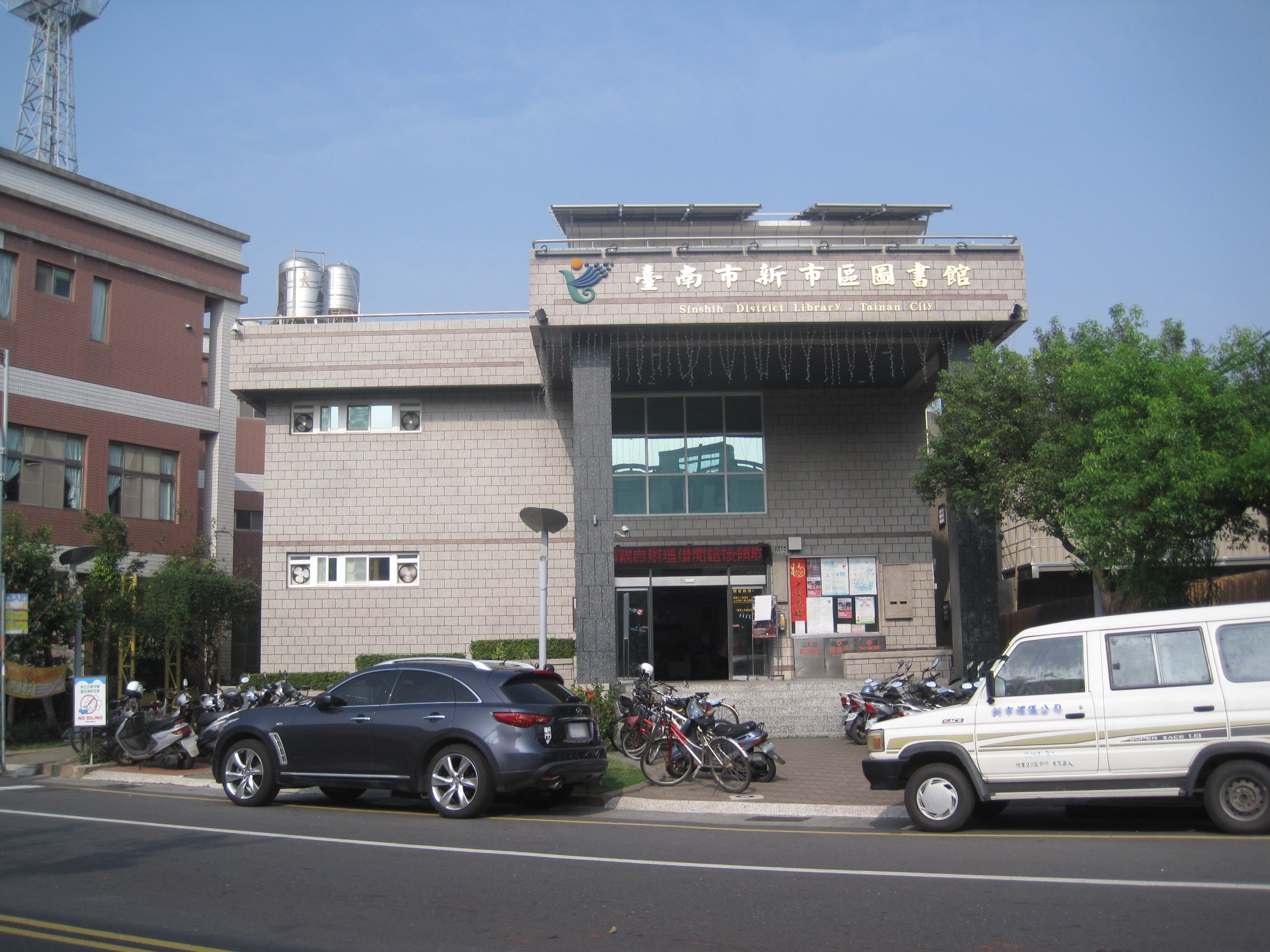
臺南新市區圖書館

- 樹谷生活科學館 https://www.tvsm.com.tw/
- 新港社地方文化館
- 國立臺灣史前文化博物館南科分館

### 重要節慶活動
- 新市白蓮霧節

為搶救即將消失的白蓮霧，新市鄉公所除了結合有志之士辦理計畫復育外，從民國93年起開始年年辦理「白蓮霧節」產業文化活動迄今。
白蓮霧節年年定期於白蓮霧產期(約6、7月間)舉辦，這項以復育為主要使命的活動性質與其他鄉鎮一般促銷過剩農產品之行銷活動性質不同。鄉公所希望透過活動的舉辦，一方面再度打響白蓮霧名號，一方面讓鄉民體認到保育白蓮霧的重要性；藉農業推廣的手段進一步宣揚白蓮霧對新市的歷史文化意義，發揮鄉土認同的效果，並達成白蓮霧生態復育目的，讓大家一起來保護老樹、栽植新樹。更長遠的目標，是期望能進一步帶動、提升白蓮霧產業的經濟價值，並配合本鄉文化造鄉之政策方向，形塑白蓮霧為本鄉產業、文化觀光最主要之重點。
歷年來白蓮霧節的舉辦，除了結合社區團體活動之外，活動設計內容主要是圍繞白蓮霧為主軸的主題節慶，至今(98)年已舉辦了6年，活動內容年年求變，規模有逐年擴大的趨勢，除了主場活動外，歷年來還嘗試舉辦過新市生態文化景點導覽、健康活力鐵馬行、白蓮霧音樂晚會…，希望新市鄉各界為這個即將消失珍果的復育共同努力，樹立新市鄉民對於在地文化價值的認同，進一步為地方的永續發展投入更多關懷與心力。
- 新市毛豆節

新市是台灣的毛豆主要產地之一，新市農會為宣傳新市毛豆產業，自2009年起每年舉辦毛豆節活動，除大力推廣毛豆相關產品外，並規劃搭配系列活動如毛豆公主、毛豆寶寶選拔、親子變裝化身毛豆走秀，以及毛豆產業農遊及食農教育體驗活動，並在毛豆採收時節舉辦青少年毛豆產業體驗營，讓更多民眾體驗新市農村之美，擴大民眾參與層面。近年來更積極研發多項毛豆特色產品，提升毛豆附加價值，例如毛豆冰淇淋、毛豆香腸、毛豆酥、毛豆仁、毛豆香鬆、各種口味的毛豆莢等，期望讓毛豆產業在新市永續發展。

### 宗教

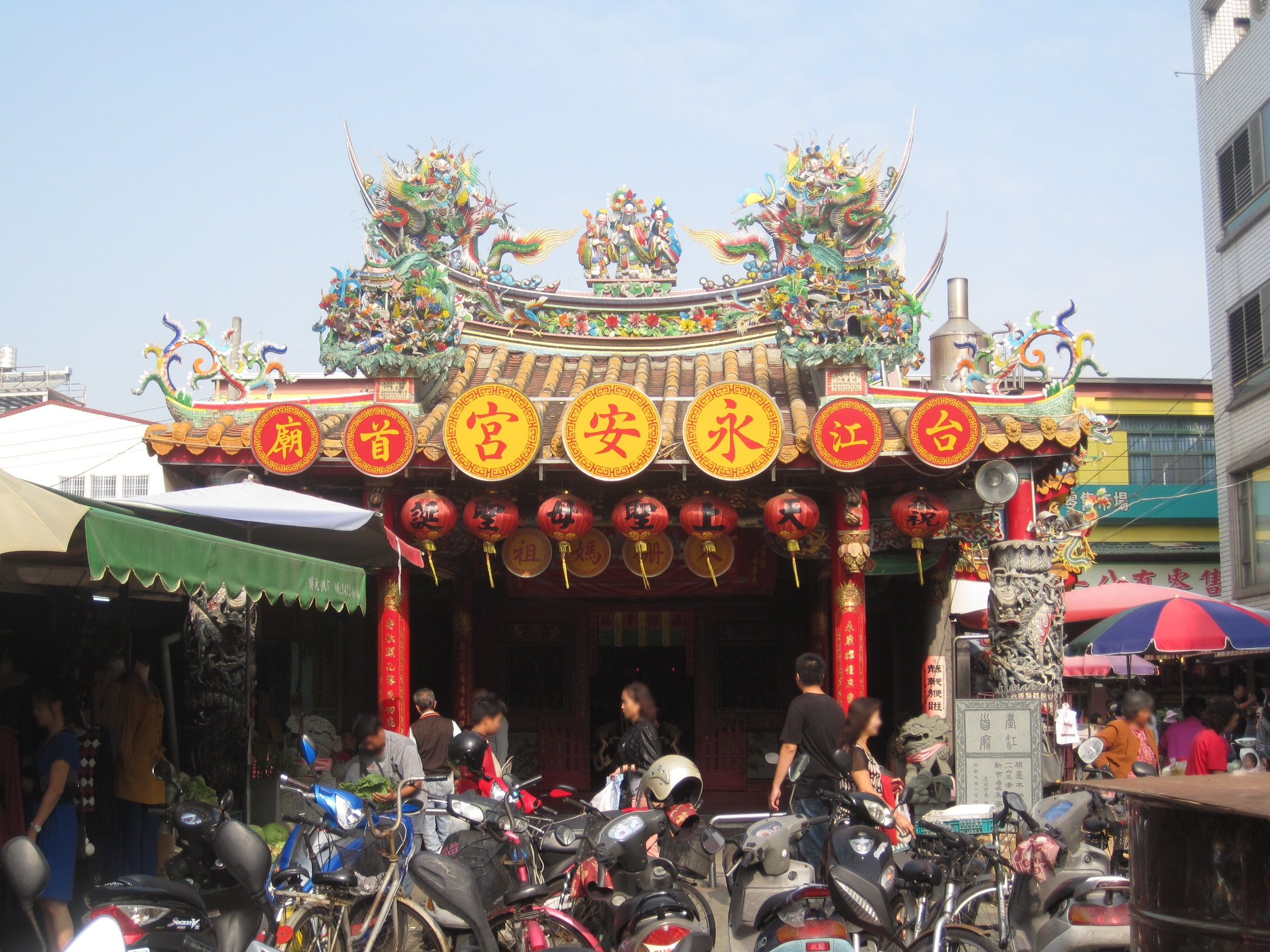
新市永安宮

道教
| 名稱               | 主神     | 地址         | 地址   | 地址            |
| ------------------ | -------- | ------------ | ------ | --------------- |
| 台江首廟新市永安宮 | 天上聖母 | 臺南市新市區 | 新市里 | 仁愛街331號     |
| 新店角清保宮       | 太子爺   | 臺南市新市區 | 新和里 | 華興街67號      |
| 福壽巷北極殿       | 玄天上帝 | 臺南市新市區 | 新和里 | 和平街208巷18號 |
| 大宅中安宮         | 中壇元帥 | 臺南市新市區 | 社內里 | 28號            |
| 社內清水宮         | 清水祖師 | 臺南市新市區 | 社內里 | 164號           |
| 大洲保安宮         | 保生大帝 | 臺南市新市區 | 大洲里 | 52號            |
| 大洲寮聖帝殿       | 關帝爺   | 臺南市新市區 | 大洲里 | 1012號          |
| 看西福安宮         | 天上聖母 | 臺南市新市區 | 豐華里 | 40號            |
| 大道公新昌宮       | 保生大帝 | 臺南市新市區 | 豐華里 | 631號           |
| 南科新港堂         | 鎮港元帥 | 臺南市新市區 | 豐華里 | 道爺路3號       |
| 三舍照明宮         | 天上聖母 | 臺南市新市區 | 三舍里 | 71號            |
| 北三舍中安宮       | 五府千歲 | 臺南市新市區 | 三舍里 | 190號           |
| 三舍保濟殿         | 保生大帝 | 臺南市新市區 | 三舍里 | 205號           |
| 豐榮北極殿         | 玄天上帝 | 臺南市新市區 | 大營里 | 豐榮55號        |
| 大營靈昭宮         | 清水祖師 | 臺南市新市區 | 大營里 | 214號           |
| 營尾福德廟         | 福德正神 | 臺南市新市區 | 大營里 | 289號           |
| 大社東勢北極殿     | 玄天上帝 | 臺南市新市區 | 大社里 | 288號           |
| 大社後店北極殿     | 玄天上帝 | 臺南市新市區 | 大社里 | 409號           |
| 大社西興北極殿     | 玄天上帝 | 臺南市新市區 | 大社里 | 871號           |
| 潭頂代天府         | 池府千歲 | 臺南市新市區 | 潭頂里 | 257號           |
| 頂港北極殿         | 玄天上帝 | 臺南市新市區 | 港墘里 | 大同街49號      |
| 南港墘北極殿       | 玄天上帝 | 臺南市新市區 | 港墘里 | 華美街11號      |
| 新吉庄永隆宮       | 溫府千歲 | 臺南市新市區 | 港墘里 | 長安街36巷14號  |
| 崙仔頂清水宮       | 清水祖師 | 臺南市新市區 | 港墘里 | 崙頂63號        |
| 店仔頂福安宮       | 天上聖母 | 臺南市新市區 | 港墘里 | 13號            |
| 番仔寮永就宮       | 池府千歲 | 臺南市新市區 | 永就里 | 6號             |
| 移民寮榮安宮       | 梁府千歲 | 臺南市新市區 | 永就里 | 94號            |
| 下甲真安宮         | 保生大帝 | 臺南市新市區 | 永就里 | 122號           |
| 七王宮             | 七府千歲 | 臺南市新市區 | 永就里 | 中山路185號     |

佛教信仰
- 臺南濟德佛院

基督新教
- 臺灣基督長老教會新市教會

天主教
- 臺南教區新市天使堂

## 教育
新市區現有大專院校為中信科技大學一校，公立高級中學為國立南科國際實驗高級中學一校（附設國中部以及國小部），其他公立教育機構計有臺南市立新市國民中學等1所國民中學，臺南市新市區新市國民小學、臺南市新市區大社國民小學等2所國民小學。

## 交通

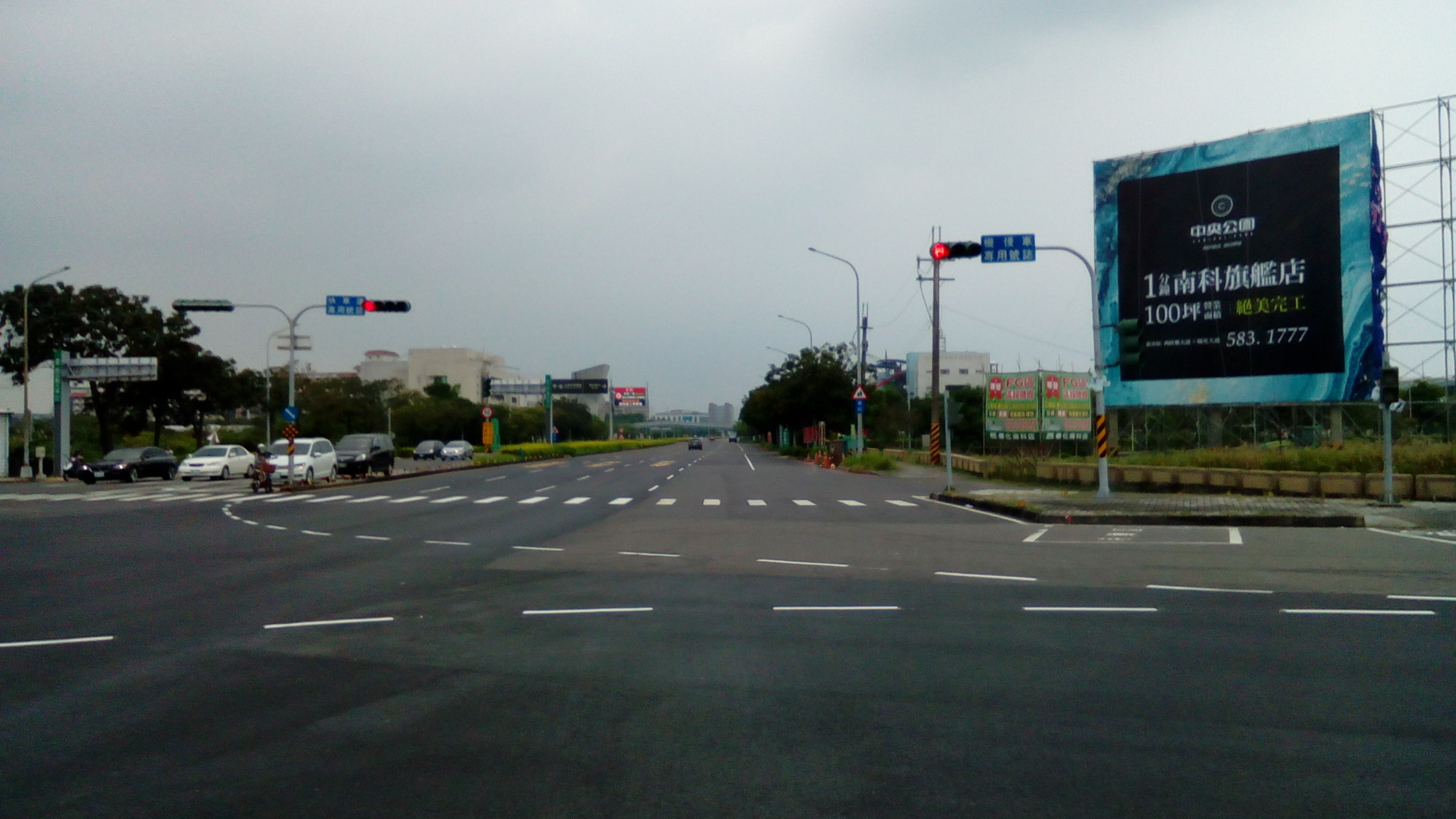
復興路及西拉雅大道口是南科的東側入口

新市區交通四通八達，除有臺灣鐵路公司縱貫線、台灣高速鐵路經過（兩線於臺鐵新市車站南側交會，但高鐵未設站）外，高速公路有國道1號、國道3號及國道8號穿越，省道方面有台1線及台19甲線通過，台南都會區北外環道路亦位於新市區南側，並連結國8南科聯絡道及新港社大道，南來北往十分方便。
從新市區至臺南市的各個區域行車時間平均不超過1個小時，是大臺南市交通的中心點，因此也是未來新市政中心選址的熱門候選地點。
惟隨著新市市區的都市擴張，鐵路所造成的阻隔與切割，對於市區的發展造成相當不利的限制。而分別位於仁愛街、光華街及民族路的三座平交道，長久以來成為新市市區交通阻塞的主要原因，因穿越平交道所造成之交通事故亦時有所聞。目前臺南市交通局規劃「臺南鐵路立體化延伸至善化地區」計畫，也已納入前瞻基礎建設計畫，未來如可因之取消前述平交道，對於新市的都市發展與交通品質將是十分正面助益。
另外新市車站因座落於市區南緣且背對市區，對於大量使用火車通勤民眾之往來相當不便。新市都市計畫第三次通盤檢討為此特別規劃變更開發火車站北側用地，計畫另闢火車站北出口，翻轉火車站周邊發展軸線，原本預期如能順利通過，除可紓解新市可發展用地不足之壓力外，也能解決居住於新市主要市區使用火車站民眾通勤的交通便利與安全之問題，可惜最終因故未能成案。
另臺鐵縱貫線與台灣高速鐵路正交會於臺鐵新市站上方，以交通規劃之合理性而言，綜合兩鐵轉乘及南科連結中科、竹科乃至臺北都會區大量商務旅次需求之因素，無論就便利性或經濟性之考量，新市站應為高鐵最適合之站址，故雖然目前台灣高鐵已於歸仁沙崙設站，但地方仍有研議長期增設高鐵車站可行性之倡議。

### 公路
新市區境內共有3條國道高速公路通過。國道一號由北向南穿越新市區豐華、大洲兩里，期間跨越區道南133線、區道134線、堤塘港溪及大洲排水，並在大洲里與國道八號立體交叉點設有一處台南系統交流道，由此往北、往南可分別通往安定區、永康區等地。國道三號由北向南經過新市區潭頂、大社兩里，並在國道八號交會處設有新化系統交流道，由此往南可通往屏東:395。國道八號又稱臺南支線，全長約有15.51公里，是連接國道一號與國道三號的東西向高速公路，西側端點位於安南區安吉路與公學路一段124巷口，東側端點位於新化區台20線交叉口，由西向東穿越新市區大洲、社內、永就三里，並在新市、永康兩區交界附近設有一處新市交流道，可連接台1線和新港社大道連絡南科，亦可連接富強路以進入新市市區:395－396。
- 臺南都會區北外環道路：新市區 - 安南區
- 台1線：善化區 - 新市區 - 永康區
- 台19甲線：善化區 - 新市區 - 新化區
- 新港社大道：新市區

### 鐵路
臺灣鐵路公司
- 縱貫線：南科車站 - 新市車站

臺南縣綜合發展計畫與新市鄉發展計畫曾將興建高鐵新市站之可行性列為主要研究項目之一。

### 客運
- 大台南公車

| 編號      | 路線                                         | 營運單位 | 備註                                       |
| --------- | -------------------------------------------- | -------- | ------------------------------------------ |
| 168       | 新市車站－新化－虎頭埤－大坑休閒農場         | 興南客運 | - 台灣好行虎埤老街線。                     |
| 綠1       | 新化－新市車站－南科商場－善化轉運站         | 興南客運 |                                            |
| 綠2       | 新化－新市車站－善化轉運站－山上市場         | 興南客運 |                                            |
| 綠3       | 新化－新市車站－樹谷園區－善化轉運站         | 興南客運 |                                            |
| 綠4       | 新化－新市車站－陽光電城－善化轉運站         | 興南客運 |                                            |
| 綠5       | 永康車站－新市車站－潭頂－大社               | 興南客運 |                                            |
| 綠6       | 新化－新市車站－潭頂－大社                   | 興南客運 |                                            |
| 綠7       | 新化－新市車站－大營－大社                   | 興南客運 |                                            |
| 綠7區間車 | 新化－新市車站                               | 興南客運 |                                            |
| 橘12      | 麻豆轉運站－善化轉運站－新市車站－臺南轉運站 | 興南客運 | - 部分班次繞駛三舍中安宮（不經得力實業）。 |
| 橘14      | 麻豆轉運站－中榮里－南科實中－陽光大道       | 漢程客運 | - 例假日停駛。                             |

### 公共自行車
臺南市YouBike 2.0於2023年2月23日正式營運，截至2025年3月7日於新市區內設置14處站點。

## 旅遊
新市風景名勝
- 大社張家古厝
- 大社鐵馬步道
- 三舍林家古厝
- 大洲柯家古厝
- 大洲水牛的家
- 新港社地方文化館
- 南科新港堂
- 大社玄武地方文化館
- 張氏農場-平地咖啡園
- 大營夫妻樹
  - 夫妻樹位於大營村營頭社區公園，這兩棵樹齡數百年的老榕樹，比鄰而生，因外貌出現類似雌、雄的不同特徵，故被附近居民稱之為「夫妻樹」。大營在明鄭時期為鄭成功軍隊的主要駐軍囤墾區之一，古稱「左武衛」，相傳以訓練騎兵為主，而陳永華將軍最好於此與軍士們聆賞北管樂音，飲酒吟詩，樂此不疲；為了描述這份壯志豪情，鄉長鄭枝南以隨想的手法寫下了七言絕句「大營．思想起」，而為了夫妻樹幾百年的相伴之情，也為它們寫了一首「樹牽樹─夫妻樹，無聲世界有情天」的小詩。
- 三舍椰樹腳步道
- 南科滯洪池群（迎曦湖、道爺湖、霞客湖、堤塘湖）
- 國立臺灣史前文化博物館南科考古館
- 道爺古墓
- 樹谷生活科學館
- 樹谷音樂廳
- 綠水樹谷活力館
- 樹谷懷舊餐廳

## 外部連結
- 新市區公所 （页面存档备份，存于）